# Sugomel
Sugomel is een geslacht van zangvogels uit de familie honingeters (Meliphagidae). Er zijn twee soorten:
- Sugomel lombokium  – Lombokhoningeter
- Sugomel nigrum  – Rouwhoningeter